# Modern Creative
Modern Creative ist ein Jazzstil, der Elemente der Stile des Modern Jazz wie Fusion, Bop und Free Jazz mit Elementen aus zeitgenössischen Stilen wie Funk, Pop und Rock kombiniert.
Modern Creative wird als zeitgenössische Ausformung der Creative Music betrachtet, die als „eine Weiterentwicklung des Free Jazz“ gesehen wird. Sie erhebt einen Kunstanspruch und vertritt eine anti-kommerzielle Haltung. Der All Music Guide definiert daher wie folgt: Musiker des Modern Creative folgen weiter der Tradition des Free Jazz und arbeiten freie Spielweisen in strukturierte Formen ein – oder spielen einfach über alles.
Modern Creative entstand durch die mannigfaltigen stilistischen Mittel, die den Musikern heute verfügbar sind. „Die musikalischen Errungenschaften des Free Jazz wurden nun, als Bausteine und mit anderen Elementen durchmischt, unter Kontrolle gebracht, die Formen verkürzt und geplant, die ehemals überfüllte Struktur gerodet, ausgelüftet und durchhörbar gemacht.“ Viele zeitgenössische Jazzmusiker haben so unterschiedliche persönliche Improvisationssprachen entwickelt. Diese Musiker kann man dem Stil des Modern Creative zurechnen.
Die Modern-Creative-Musiker sind individuelle, multiflexible Stilisten des Jazz.

## Einige langjährige Protagonisten als Beispiele
- George Adams
- Fred Anderson
- Paul Bley
- Don Byron
- James Carter
- Steve Coleman
- Gerd Dudek
- Fred Hopkins
- Abdullah Ibrahim
- Theo Jörgensmann
- Michael Moore
- David Murray
- Matthew Shipp
- Chris Speed
- Vienna Art Orchestra

## Belege
1. ↑  Andre Asriel: Jazz – Analysen und Aspekte.  Berlin 1985, S. 263.
2. ↑   AMC: Modern Creative: „Continuing the tradition of the '50s to '60s free-jazz mode, Modern Creative musicians may incorporate free playing into structured modes – or play just about anything.“
3. ↑  Andre Asriel: Jazz. Berlin 1985, S. 263.